# Historia de regibus Gothorum, Vandalorum et Suevorum
Historia de regibus Gothorum, Vandalorum et Suevorum (česky Dějiny gótských, vandalských a svébských králů) jsou latinský psané dějiny Gótů od roku 265 do roku 624, jejímž autorem je Isidor ze Sevilly. Jedná se o zhuštěnou historiografii, která je vzhledem k různorodým zdrojům poněkud nekonzistentní. Po dějinách Gótů Isidor pokračoval dějinami Vandalů a nakonec připojil samostatné dějiny odkazující na panovníky Svébů. 
Isidor ze Sevilly dílo započal prologem Laus Spaniae, ve kterém chválí přednosti Španělska. Zbytek práce rozvádí a hájí gótskou identitu sjednoceného Španělska. Hlavním zdrojem pro ranou historii použil Isidor Jeronýmovo pokračování Eusebia z Kaisareie a to až do roku 378. Od tohoto data až do roku 417 využil především dějiny Pavla Orosia a pro Španělsko až do roku 469 použil zdroje biskupa Hydatia. Pro pozdější historii vycházel z dějin Prospera z Akvitánie (405–453). Dílo Viktora z Tunnuny byl jeho hlavním zdrojem pro africké dějiny v letech 444 až 566 a Jan z Biclara pro španělské dějiny v letech 565 až 590. Isidor také použil částečně ztracenou kroniku Maxima ze Zaragozy. Pro události ve Španělsku mezi 590 a 624 je přímo samotný Isidor ze Sevilly primárním zdrojem moderního historika.
Historia de regibus Gothorum, Vandalorum et Suevorum byla sepsána ve dvou verzích, přičemž se obě zachovaly. První, dokončená pravděpodobně v roce 619, rok smrti krále Sisebuta, je kratší. Delší verze byla pravděpodobně dokončena v roce 624, v pátém roce vlády krále Suintily. Pouze delší verze obsahuje Laus Spaniae a Laus Gothorum, velebení Gótů, které odděluje historii Gótů (do vlády Suintily) od historie Vandalů. Vydání delší verze od Theodora Mommsena je standardní a bylo základem prvního anglického překladu. Historia de regibus Gothorum, Vandalorum et Suevorum byla prvně přeložena do němčiny.